# Otto Finsch
Friedrich Hermann Otto Finsch (8 de agosto de 1839-31 de enero de 1917) fue un etnógrafo, naturalista y explorador alemán, relacionado con la breve etapa colonial alemana en Nueva Guinea a finales del siglo XIX.

## Biografía

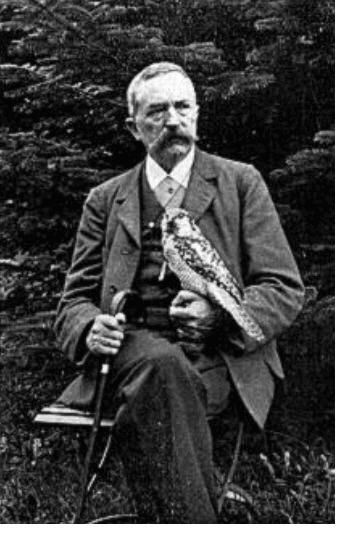
Fotografía de Finsch con un ave rapaz.

Finsch nació en Warmbrunn en Silesia. A la edad de 19 años viajó a Bulgaria donde trabajó como tutor. En su tiempo libre estudió historia natural y publicó un artículo en Journal fur Ornithologie sobre las aves de Bulgaria. Llegó a ser conservador del Museo Neerlandés de Historia Natural en Leiden.
En 1864 pasó a ser el conservador del museo de Bremen.
En 1876 acompañó al zoólogo Alfred Brehm en una expedición a Turquestán y el noroeste de China.
Finsch dimitió de su puesto de conservador de museo en 1878 para continuar sus viajes. Acompañado por su mujer, Josephine, visitó Polinesia, Nueva Zelanda, Australia y Nueva Guinea. Volvió a Alemania en 1882.
En 1884 volvió a Nueva Guinea como Comisionado Imperial de Bismarck y negoció para que la parte noroccidental de la isla junto con Nueva Bretaña y Nueva Irlanda se convirtieran en un protectorado alemán. Estas tierras fueron renombradas como la Tierra del Kaiser Wilhelm y el Archipiélago Bismarck. La capital de la colonia fue llamada Finschhafen en su honor.
Después de volver a Berlín, Finsch pasó dos años como consejero de la compañía Neuguinea-Kompagnie. En 1898 fue nombrado conservador de las colecciones de aves del Rijksmuseum de Leiden, y en 1904 fue nombrado director del departamento de etnografía del Museo Municipal de Brunswick, ciudad en la que murió.

## Algunas publicaciones
- Catalog der Ausstellung ethnographisher und naturwissenschaftlicher Sammlungen Bremen: Diercksen und Wichlein, 1877
- Anthropologische Ergebnisse einer Reise in der Sudsee und dem Malayischen Archipel in den Jahren, 1879-1882 Berlín: A. Asher & Co. 1884)
- Masks of Faces of Races of Men from the South Sea Islands and the Malay Archipelago, taken from Living Originals in the Years 1879-82 Rochester, NY: Ward's Natural Sci. Establish. 1888
- Ethnologische Erfahrungen und Belegstucke aus der beschreibender Katalog einer Sammlung in K.K. Naturahistorischen Hofmuseum in Wien Viena: A. Holder, 1893
- 1867-68. Die Papageien / monographisch bearbeitet von Otto Finsch Leiden: Brill
- con Gustav Hartlaub. Die Vögel der Palau-Gruppe.Über neue und weniger gekannte Vögel von den Viti-, Samoa- und Carolinen-Inseln.J. des Museum Godeffroy 8, 1875 & 12, 1876
- Ethnologischer Atlas – Typen aus der Steinzeit Neuguineas. In: Samoafahrten. Reisen in Kaiser-Wilhelms-Land und Englisch-Neu-Guinea in den Jahren 1884 und 1885 an Bord des Deutschen Dampfers Samoa. Ferdinand Hirt, Leipzig 1888
- Systematische Übersicht der Ergebnisse seiner Reisen und schriftstellerischen Thätigkeit (1859–1899). Friedländer & Sohn, Berlín 1899
- Zosteropidae. R. Friedländer & Sohn, Berlín 1901 doi:10.5962/bhl.title.1204 doi:10.5962/bhl.title.69288

## Honores

### Eponimia
- Algunas especies de loros llevan su nombre, como el loro de corona lila (Amazona finschi) o la cotorra de Finsch (Psittacula finschii).
- El cráter lunar Finsch también lleva su nombre en su honor.

### En la cultura popular
- Se especula que el nombre del Pokémon Pidgeotto podría provenir de Pidge -que significa pichón- y Otto -por Otto Finsch-.[2]

## Abreviatura (zoología)
La abreviatura Finsch  se emplea para indicar a Otto Finsch como autoridad en la descripción y taxonomía en zoología.

- Australian Dictionario de Biografía
- Colección AMNH de antropología
- Bibliografía relacionada con Otto Finsch en el catálogo de la Biblioteca Nacional de Alemania.

- Datos: Q60592
- Multimedia: Otto Finsch / Q60592
- Especies: Otto Finsch